# Park Regionalny Narbonnaise en Méditerranée
Park Regionalny Narbonnaise en Méditerranée (fr. Parc naturel régional de la Narbonnaise en Méditerranée) – regionalny park przyrody w południowej Francji, w regionie Oksytania, w departamencie Aude. Został założony 17 grudnia 2003 roku. Zajmuje powierzchnię 68 350,43 ha. Został zaliczony do V kategorii ochrony według IUCN. Od 2 lutego 2006 roku jeziora parku zostały wpisane na listę konwencji ramsarskiej. 

## Położenie

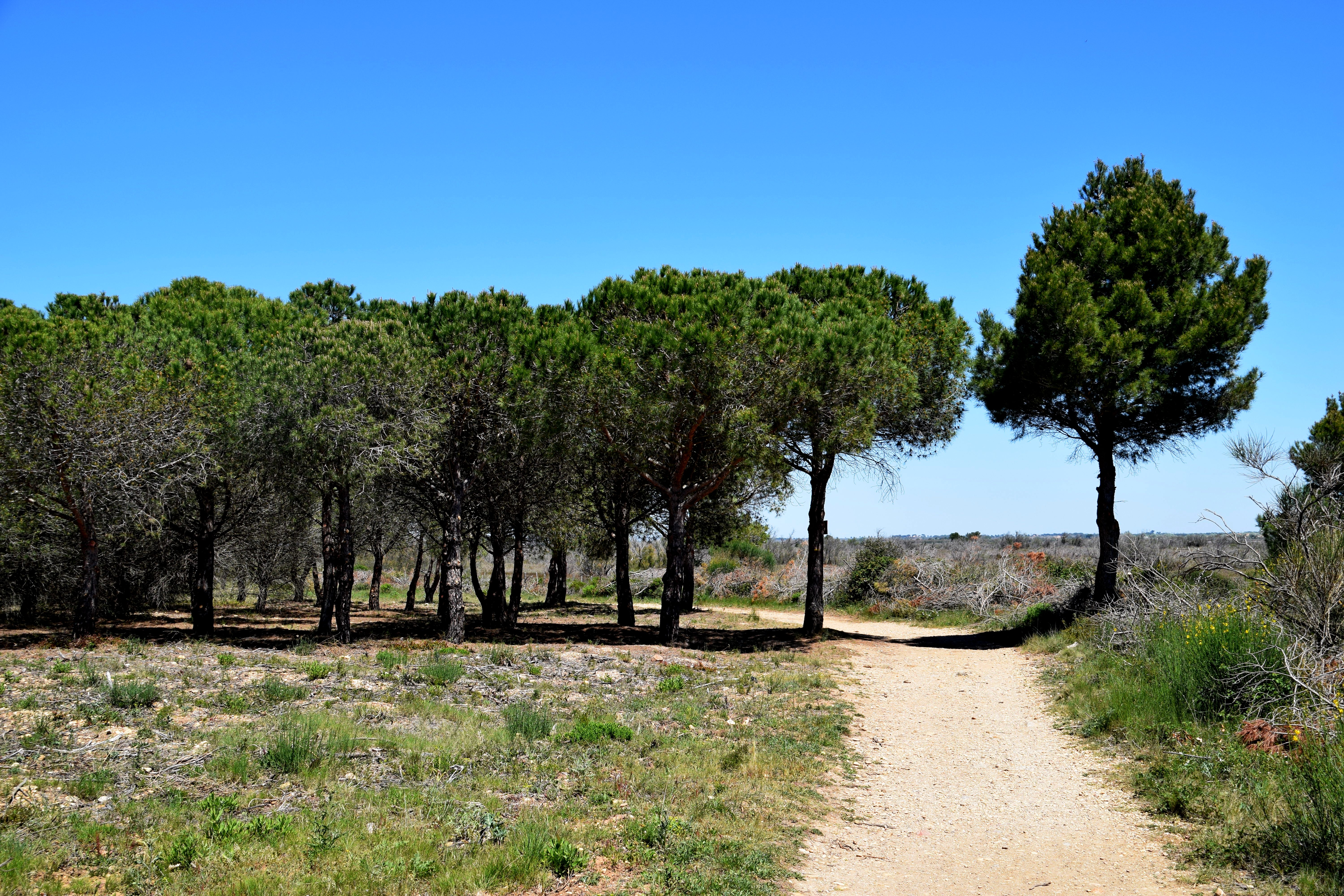
Sosny alepskie (Pinus halepensis) rosnące w północnej części parku

Park administracyjnie położony jest w południowej Francji, w regionie Oksytania, w departamencie Aude. Od wschodu ograniczony jest przez Morze Śródziemne. Położony jest na terenie 21 gmin – Armissan, Bages, Bizanet, Boutenac, Caves, Feuilla, Fitou, Fleury, Gruissan, La Palme, Leucate, Montséret, Narbona, Port-la-Nouvelle, Peyriac-de-Mer, Portel-des-Corbières, Roquefort-des-Corbières, Saint-André-de-Roquelongue, Sigean, Villesèque-des-Corbières oraz Vinassan. Siedziba parku znajduje się w miejscowości Sigean. 

## Charakterystyka
Rzeźba terenu jest bardzo różna – na wschodzie znajdują się jeziora przybrzeżne (takie jak Étang de Pissevaches, Étang de Bages-Sigean, Étang de la Palme, Étang de l'Ayrolle czy Étang de Gruissan, natomiast w zachodniej i południowo-zachodniej części dominują niskie góry Corbières z najwyższym wzniesieniem parku, szczytem Montoullié de Périllou osiągającym 707 m n.p.m. Między jeziorami Étang de l'Ayrolle a Étang de Pissevaches wznosi się niewielki masyw wapienny – Massif de la Clape. 
Na terenie parku odnotowano 1862 gatunki roślin i zwierząt.